# تپه ترکاشوند
تپه ترکاشوند مربوط به هزاره اول قبل از میلاد - عصر آهن ۳ است و در شهرستان ملایر، بخش سامن، دهستان حرم رود سفلی، روستای بلرتو واقع شده و این اثر در تاریخ ۲۵ آبان ۱۳۸۷ با شمارهٔ ثبت ۲۳۷۱۱ به‌عنوان یکی از آثار ملی ایران به ثبت رسیده است.